# Here For It All
Here for It All é o futuro décimo sexto álbum de estúdio da cantora e compositora estadunidense Mariah Carey, com previsão de lançamento para 26 de setembro de 2025 através da Gamma. Será o primeiro lançamento de inéditas da artista desde Caution (2018). 
"Type Dangerous", primeiro single do álbum, foi lançado em 6 de junho de 2025.

## Antecedentes
Em uma entrevista com Zane Lowe e Ebro Darden, da Apple Music, em 30 de junho de 2025, realizada em Los Angeles para comemorar o 10º aniversário do serviço de streaming, Carey compartilhou novos detalhes sobre o álbum. Ela afirmou que o disco refletiria sua jornada pessoal, especialmente na última década, e incluiria elementos extraídos de sua vida como mãe de seus gêmeos de 14 anos, Monroe e Moroccan. "Definitivamente, quando o álbum for lançado, haverá muito de quem eu sou hoje, e dos últimos 10 anos, dos últimos 14 anos [nele]", disse ela ao confirmar que o projeto havia sido concluído, acrescentando: "É uma situação interessante quando você tem filhos, e é uma pintura completamente diferente. É algo totalmente diferente".
Em 20 de julho de 2025, Carey publicou um vídeo de 37 segundos em suas redes sociais celebrando sua discografia, desde seu álbum de estreia, Mariah Carey (MC1), até Caution (MC15). O clipe terminava com o texto "MC16", dando uma prévia de seu próximo décimo sexto álbum de estúdio. No mesmo dia, ela postou o vídeo no X com a legenda "MC16 – Anúncio Amanhã", indicando que mais detalhes seriam revelados em 21 de julho. O teaser veio na sequência de uma prévia de uma nova faixa intitulada "Sugar Sweet", que havia sido compartilhada apenas um dia antes.

## Promoção
Em 21 de julho de 2025, Carey anunciou oficialmente o álbum, revelando seu título e arte de capa. O anúncio foi feito por meio de um pequeno teaser postado nas redes sociais, no qual ela aparece desfilando de salto agulha antes de cantar um trecho da faixa-título do álbum.

## Lista de faixas
| Here for It All – Edição padrão |                                        | |                        |         |  |
| N.º                             | Título                                 | Compositor(es) | Produtor(es)           | Duração |  |
| 1.                              | "TBA"                                  | |                        |         |  |
| 2.                              | "TBA"                                  | |                        |         |  |
| 3.                              | "Type Dangerous"                       | Mariah Carey Brandon Paak Anderson Daniel Moore II Eric Barrier Jairus Mozee Jason Pounds Rae Khalil William Griffin | Carey Daniel Moore NWi | 2:55    |  |
| 4.                              | "Sugar Sweet" (com Shenseea e Kehlani) | Carey Felisha King Bernard Harvey Kehlani Parrish Chinsea Lee Donny Flores Mikhail Miller                            | Carey Harv             | 3:40    |  |
| 5.                              | "TBA"                                  | |                        |         |  |
| 6.                              | "TBA"                                  | |                        |         |  |
| 7.                              | "TBA"                                  | |                        |         |  |
| 8.                              | "TBA"                                  | |                        |         |  |
| 9.                              | "TBA"                                  | |                        |         |  |
| 10.                             | "TBA"                                  | |                        |         |  |
| 11.                             | "TBA"                                  | |                        |         |  |
| Duração total:                  | Duração total:                         | Duração total: | Duração total:         | TBA     |  |